# CD Teruel
CD Teruel is een Spaanse voetbalclub uit Teruel, Aragón. De ploeg speelt sinds seizoen 2019-2020 in de Tercera División.
De ploeg is eerder bescheiden en speelde in haar geschiedenis 8 jaren in de Segunda División B (toenmalig derde niveau, 1987-1991, 2010-2013 en 2018-2019) en 43 jaren in de Tercera División (toenmalig derde (1956-1970) en vierde niveau).
Op het einde van het overgangsseizoen 2020-21 kon de ploeg een plaats afdwingen van de nieuw opgerichte Segunda División RFEF (nieuwe vierde niveau).  Het werd op het einde van het seizoen 2022-23 kampioen en kon zo vanaf seizoen 2023-24 een plaats opeisen in de Primera Federación, het nieuwe derde niveau van het Spaanse voetbal.